# Kyle Naughton
Kyle Naughton (Sheffield, Anglia, 1988. november 17. –) angol labdarúgó, aki jelenleg a Swansea Cityben játszik, hátvédként.

## Pályafutása

### Sheffield United
Naughton hétéves korában csatlakozott a Sheffield United ifiakadémiájához. Tagja volt annak az U18-as csapatnak, mely a 2006-07-es szezonban az FA Youth Cup negyeddöntőjéig jutott. 2008 januárjában kölcsönvette a skót élvonalban szereplő Gretna. Január 16-án, a Rangers ellen mutatkozott be. A szezon hátralévő részében állandó tagja lett a komoly pénzügyi gondokkal küzdő csapatban, mely ellen csődeljárás indult. Emiatt anyaegyesülete fizette a Gretna helyett a biztosítási díjakat, amely lehetővé tette Naughton szereplését. A Sheffield első csapatában 2008 augusztusában, egy Port Vale elleni Ligakupa-meccsen mutatkozott be, a második félidőben beállva. A következő fordulóban, a Huddersfield Town ellen is csereként kapott lehetőséget.
A bajnokságban szeptember 20-án, a Norwich City ellen debütált. Szeptember 27-én, a Watford ellen először kapott kezdőként lehetőséget, és megválasztották a meccs legjobbjának. Innentől kezdve fontos tagja lett a csapatnak, középpályásként és balhátvédként is pályára lépett. A szurkolói klub megválasztotta az év legjobb fiatal játékosának, az év legjobb játékosa szavazáson pedig a második helyen végzett, Matthew Kilgallon mögött, valamint a másodosztály álomcsapatába is bekerült.

### Tottenham Hotspur
Bár az Everton is komoly érdeklődést mutatott iránta, végül 2009 júliusában a Tottenham Hotspurhöz igazolt csapattársával, Kyle Walkerrel együtt. A két játékosért összesen 9 millió fontot fizetett a londoni klub. A 2009-10-es idény harmadik fordulójában, a West Ham United ellen debütált, a 94. percben beállva. 2010. február 1-jén hat hónapra kölcsönvette a Middlesbrough. Egy Ipswich Town elleni 1-1-es mérkőzésen mutatkozott be.
Visszatérése után ismét kölcsönadták, ezúttal a másodosztályú Leicester Citynek. Október 16-án, a Hull City ellen lépett pályára először. Második mérkőzésén, a Leeds Unied ellen gólt szerzett, ami mindössze a második bajnoki gól volt pályafutása során. 2011. január 8-án kölcsönszerződését a 2010-11-es szezon végéig meghosszabbították. Áprilisban bekerült az év csapatába a másodosztályban, és elnyerte az év fiatal játékosának járó díjat a Leicesternél.
2011. július 21-én a teljes 2011-12-es évadra kölcsönvette az élvonalbeli Norwich City. Idővel sikerült kiszorítania Russell Martint a védelem jobb oldaláról, összesen 32 bajnokin játszva a szezon során.

### Swansea City
A Swansea City 2015. január 22-én 5 millió fontért leigazolta Naughtont. Hamar a csapat első számú jobbhátvédje lett, de április 7-én, egy Hull City elleni meccsen elszenvedett bokasérülés miatt nem léphetett pályára a szezon hátralévő részében.

### A válogatottban
Naughtont 2008 novemberében hívták be először az angol U21-es válogatottba, egy Csehország elleni barátságos meccsre. A 2-0-ra megnyert találkozón a 60. percben állt be. Származása révén az ír válogatottban is szerepelhetne.